# Унікальність (аналіз даних)
Унікальність ({\displaystyle \varepsilon _{p}}) є показником ризику для вимірювання повторної ідентифікації високорозмірних анонімних даних. Вперше представлена у 2013 році, унікальність вимірюється кількістю точок p, необхідних для однозначної ідентифікації особи в наборі даних. Чим менше потрібно точок, тим унікальнішими є сліди і тим легше їх буде повторно ідентифікувати за допомогою зовнішньої інформації.
У високорозмірному наборі даних про поведінку людини, як-от метадані мобільного телефону, для кожної людини існують потенційно тисячі різних записів. У випадку метаданих мобільного телефону, історії транзакцій із кредитною карткою та багатьох інших типів персональних даних ця інформація включає час і місце перебування особи.
У дослідженнях уніфікація широко використовується для ілюстрації повторної ідентифікації анонімних наборів даних. У 2013 році Дослідники з MIT Media Lab показали, що лише 4 бали необхідні для однозначної ідентифікації 95% індивідуальних траєкторій у наборі деідентифікованих даних із 1,5 мільйонів мобільних траєкторій. Ці «точки» були парами місце-час, які з’являлися з роздільною здатністю 1 година та від 0,15 км² до 15 км². Було показано, що ці результати справедливі і для даних транзакцій кредитних карток при цьому 4 точки достатньо для повторного визначення 90% траєкторій. Подальше дослідження вивчало унікальність програм, встановлених людьми на своїх смартфонах, траєкторій транспортних засобів, даних мобільного телефону з Бостона та Сінгапуру, і даних про громадський транспорт у Сінгапурі, отриманих зі смарт-карт.

## Вимірювання унікальності
Уніфікація ({\displaystyle \varepsilon _{p}}) формально визначається як очікуване значення частки однозначно ідентифікованих траєкторій, заданих p точок, вибраних із цих траєкторій рівномірно випадковим чином. Повне обчислення {\displaystyle \varepsilon _{p}} набору даних {\displaystyle D} вимагає рівномірного випадкового вибору точок p з кожної траєкторії {\displaystyle T_{i}\in D}, а потім перевірки, чи містить будь-яка інша траєкторія ці точки p. Усереднення за всіма можливими наборами точок p для кожної траєкторії призводить до значення {\displaystyle \varepsilon _{p}}. Зазвичай це надто дорого, оскільки вимагає врахування кожного можливого p набору точок для кожної траєкторії в наборі даних — траєкторій, які іноді містять тисячі точок.
Натомість уніфікація зазвичай оцінюється за допомогою методів вибірки. Зокрема, враховуючи набір даних {\displaystyle D}, оцінена унікальність обчислюється шляхом вибірки з {\displaystyle D} частини траєкторій {\displaystyle S}, а потім перевірки, чи кожна з траєкторії {\displaystyle T_{j}\in S} є унікальними в {\displaystyle D} з урахуванням p випадково вибраних точок з кожного {\displaystyle T_{j}}. Частка {\displaystyle S}, яку можна однозначно ідентифікувати, є тоді оцінкою однозначності.